# David La Haye
David La Haye (ur. 19 kwietnia 1966 w Montrealu) – kanadyjsko-francuski aktor filmowy, telewizyjny i teatralny.

## Życiorys
Jego siostra Catherine La Haye jest aktorką. W latach 1985–1988 związany był z teatrem Cégep de Saint-Hyacinthe. Zadebiutował na dużym ekranie we francuskim komediodramacie sci-fi W brzuchu smoka (Dans le ventre du dragon, 1989) z Royem Dupuis. W kanadyjskim serialu Blanche (1993) zagrał postać Napoleona. Za rolę Emile we francuskim dramacie Pozostawiony błękit/Wodne dziecko (L'Enfant d'eau, 1995) został uhonorowany nagrodą Genie w Ontario, w Kanadzie. Za udział w 20-minutowym kanadyjskim filmie Wyprowadzany (Viens dehors!, 1998) otrzymał w 2001 roku nagrodę Dallas OUT TAKES na Dorocznym Festiwalu Filmowym Lesbijek i Gejów w Dallas.

## Filmografia

### Filmy kinowe
- 2006: (La Belle bête) jako Lanz
- 2006: First Bite jako Gus
- 2005: Życie z moim ojcem (La Vie avec mon père) jako Patrick
- 2004: Wiek namiętności (Nouvelle-France) jako François le Gardeur
- 2004: Zdjęcia Ginger III: Początek (Ginger Snaps Back: The Beginning) jako Claude
- 2004: Głowa w chmurach (Nous étions libres/Head in the Clouds) jako Lucien
- 2003: 8 dni (Tempo) jako Bayliss
- 2003: Linia czasu (Prisonniers du temps/Timeline) jako Deputowany Arnaulta
- 2001: Miękki granatowy człowiek (Un crabe dans la tête) jako Alex
- 2001: Anazapta jako Jacques
- 2000: Méchant party jako Sylvain
- 2000: Wynalazek miłości (L'Invention de l'amour) jako Antoine
- 1999: Pełny wybuch (Full Blast) jako Steph
- 1998: L'Invitation jako Frédéric
- 1998: Hasards ou coïncidences jako Le Voleur
- 1998: Le Violon rouge jako Handler (Montréal)
- 1997: Siedziba potworów (La Conciergerie) jako Charles Bass
- 1996: Kosmos (Cosmos) jako Morille
- 1995: Pozostawiony błękit (L'Enfant d'eau) jako Emile
- 1993: Les Amoureuses jako Bernard
- 1992: La Fenêtre jako Jeune włoski mężczyzna
- 1992: La Bête de foire jako Grégoire
- 1991: Nelligan jako Arthur de Bussières
- 1989: W brzuchu smoka (Dans le ventre du dragon) jako Lou

### Filmy TV
- 2006: Marie-Antoinette jako kardynał De Rohan
- 2000: Nuremberg (film 2000)Nuremberg jako Kurt Kauffmann
- 2000: Odwaga dla miłości (The Courage to Love) jako ojciec Rousselon
- 1995: Pour l'amour de Thomas jako Antoine

### Seriale TV
- 2002: Napoleon (Napoléon) jako Duc d'Enghien
- 2001: Fortier jako André Poupart
- 1998-1999: Głód (The Hunger) jako Daniel
- 1997: Omerta 2, la loi du silence (Omertà II – La loi du silence) jako Rick Bonnard
- 1996: Urgence jako dr Christian Richard
- 1993: Blanche jako Napoleon
- 1992: Montréal P.Q. jako Edmond Brisebois
- 1989: Super sans plomb jako Éric Néron

### Filmy krótkometrażowe
- 1998: Mapa kresek (Map of the Scars) jako Extra
- 1998: Wyprowadzany (Viens dehors!)